# Stazione di Cosenza Centro
Stazione di Cosenza Centro vasútállomás Olaszországban, Cosenza településen.

## Vasútvonalak
Az állomást az alábbi vasútvonalak érintik:
- Cosenza-Catanzaro Lido-vasútvonal

## Kapcsolódó állomások
A vasútállomáshoz az alábbi állomások vannak a legközelebb:
- Cosenza Campanella railway halt
- Cosenza Casali railway station